# Scottish National League 2005/06
Die Saison 2005/06 war die Austragung der höchsten schottischen Eishockeyliga, der Scottish National League. Die Ligadurchführung erfolgt durch die Scottish Ice Hockey Association, den schottischen Verband unter dem Dach des britischen Eishockeyverbandes Ice Hockey UK.

## Modus
Alle Mannschaften spielten eine einfache Runde mit Hin- und Rückspiel. Danach wurde im Play-off-Modus der Meister ermittelt.

## Hauptrunde
Abschlusstabelle
| Platz | Mannschaft               | Spiele | S  | U | N  | Tore   | Punkte |
| ----- | ------------------------ | ------ | -- | - | -- | ------ | ------ |
| 1.    | Fife Flyers              | 16     | 14 | 1 | 1  | 118:32 | 29     |
| 2.    | Dundee Stars             | 16     | 12 | 2 | 2  | 145:34 | 26     |
| 3.    | Paisley Pirates          | 16     | 11 | 1 | 4  | 84:31  | 23     |
| 4.    | Edinburgh Capitals (SNL) | 16     | 9  | 1 | 6  | 85:47  | 19     |
| 5.    | Solway Sharks            | 16     | 8  | 2 | 6  | 79:54  | 18     |
| 6.    | Moray Typhoons           | 16     | 6  | 0 | 10 | 59:112 | 12     |
| 7.    | Dundee Tigers            | 16     | 4  | 1 | 11 | 46:113 | 9      |
| 8.    | North Ayrshire Wild      | 16     | 3  | 2 | 11 | 62:87  | 8      |
| 9.    | Aberdeen Lynx            | 16     | 0  | 0 | 16 | 16:184 | 0      |

## Play-offs
Halbfinale
Die Spiele wurden am 15. und 16. April 2006 ausgetragen.
| Begegnung                        | Serie | Spiel 1 | Spiel 2 |
| -------------------------------- | ----- | ------- | ------- |
| Fife Flyers – Edinburgh Capitals | 1½:½  | 6:3     | 6:6     |
| Dundee Stars – Paisley Pirates   | 2:0   | 4:0     | 4:3     |

Finale
Die Spiele wurden am 29. und 30. April 2006 ausgetragen.
| Begegnung                  | Serie | Spiel 1 | Spiel 2 |
| -------------------------- | ----- | ------- | ------- |
| Fife Flyers – Dundee Stars | 2:0   | 4:2     | 6:4     |